# Jonathan Tajes Olfos
Jonathan Tajes Olfos (Valladolid, 15 de septiembre de 1976) es un fotógrafo y reportero gráfico nacido en Valladolid, Castilla y León, España.

## Biografía
Realizó sus estudios básicos en el instituto de bachillerato José Zorrilla y en la Escuela de Artes Plásticas y Comunicación Social.
Se licenció en Periodismo en la Escuela Superior de Periodismo y Comunicación Social de Valladolid.
Entre 1998 y 2003 colaboró como redactor gráfico para El Norte de Castilla y Editorial Nuevo Cuño.
En 2003 continuó como fotógrafo para la agencia de noticias ICAL.
Desde 2003 trabaja como periodista gráfico en El Día de Valladolid (ver Periodismo fotográfico).

## Premios
- Premio de Fotografía Luis Laforga 2021, concedido por la Diputación de Valladolid dentro de sus XXVI Premios de Periodismo Provincia de Valladolid, por su serie de fotografías ‘Artesanos’, publicadas en El Día de Valladolid.
- Ganador del concurso de fotografía del 1er certamen "Raras" internacional de fotografía y cortometrajes online, 1er CERTAMEN internacional de fotografía y vídeo sobre enfermedades raras en especial dedicado a la Alfa Manosidosis, con la colaboración de Chiesi Global Rare Diseases y MPS Lisosomales, por la instantánea "El cariño de una madre". Ceremonia de entrega de premios el 25 de noviembre de 2021.
- Segundo clasificado en el Concurso de Fotografía del Mundo Rural FotoRural 2021, convocado por la Fundación de Estudios Rurales de UPA y Eumedia, S.A., con la colaboración del Foro Interalimentario, de la Entidad Estatal de Seguros Agrarios (ENESA), del Ministerio de Cultura y Deporte y de la Federación de Asociaciones de Mujeres Rurales (FADEMUR).
- Ganador del Concurso 'Valladolid desde mi ventana', otorgado por el Ayuntamiento de Valladolid con el objetivo de conseguir la mejor vista de la ciudad y estimular la creatividad de los ciudadanos durante el periodo de confinamiento provocado por la pandemia COVID19.
- XXIV Premios de Periodismo Provincia de Valladolid (2019), convocados por la Diputación de Valladolid, modalidad de fotografía (Premio Luis Laforga), por la instantánea “Trashumantes del siglo XXI” publicada en El Día de Valladolid el 22 y el 23 de junio de 2019.
- Segundo premio de la octava edición (2019) del concurso fotográfico "A Muller Traballadora" del Concello de El Grove, La Coruña.
- Mención destacada ("Honorable Mention") en los premios Monovisions Black&White Photography Awards 2019.
- Segundo clasificado en el Concurso de Fotografía del Mundo Rural FotoRural 2017.
- Mención destacada ("Honorable Mention") en los premios Monovisions Black&White Photography Awards 2017.
- Premio Luis Laforga de Fotografía, concedido por la Diputación de Valladolid, por una fotografía publicada el 3 de diciembre de 2016 en el artículo 'Los últimos pastores' en El Día de Valladolid.
- XVI Premios de Periodismo Provincia de Valladolid (2011), convocados por la Diputación de Valladolid, modalidad de fotografía, por una instantánea publicada en El Día de Valladolid el 25 de mayo de 2011, dentro de la noticia titulada ‘Iluminando al campeón’
- XIV Premios de Periodismo Provincia de Valladolid (2009), convocados por la Diputación de Valladolid, modalidad de fotografía.
- Premios de Fotografía Deportiva de la Fundación Municipal de Deportes del Ayuntamiento de Valladolid (galería fotográfica[1]):
  - Primer premio certamen XVI, año 2007.
  - Primer premio certamen XIV, año 2005.
  - Primer premio certamen IX, año 2000.

## Publicaciones
- "15i Dialogues, ideas for a sustainable world beyond 2015’", Chair on Development and Poverty Eradication, Universidad Rey Juan Carlos y Sustainable Development Goals Fund, UNDP, United Nations.
- "16 fotógrafos, 4 poetas y un jardín", Ayuntamiento de Valladolid.
- "ATLETISMO ESPAÑOL", publicación de la Real Federación Española de Atletismo.
- “70 Autores de Castilla y León”, colaborador y partícipe del libro y de la posterior exposición “70 Autores de Castilla y León”.
- “La procesión permanente de Pasión: espiritualidad de la Pasión en las clausuras vallisoletanas”, coordinación de la edición gráfica y autor de las fotografías del libro “La procesión permanente de Pasión: espiritualidad de la Pasión en las clausuras vallisoletanas”.

## Colaboraciones
- Cesión de imágenes para el acto de homenaje al escritor vallisoletano José Manuel de la Huerga.
- Cesión de imágenes para el acto de homenaje al Histórico dirigente socialista Ángel Velasco.
- Colaboración con la revista interna de la cooperativa Acor (Sociedad cooperativa General Agropecuaria).
- Colaborador en la exposición La Ciudad Inaudita en el Museo Patio Herreriano de Arte Contemporáneo Español organizada por el Museo Patio Herreriano de Valladolid y por la Concejalía de Cultura del Ayuntamiento de Valladolid.
- Colaborador en la exposición "Naturaleza Infinita" de la Excelentísima Diputación Provincial de Valladolid.
- Colaborador en la exposición "Miradas del Alma" de la Excelentísima Diputación Provincial de Valladolid.
- Colaborador en la exposición fotográfica 'José Jiménez Lozano. Confidencial' realizada como homenaje por su 80 cumpleaños.
- Jurado del  IX concurso de fotografía juvenil "Mi pueblo, mi gente" organizados por Asaja Castilla y León y con el patrocinio de Fundación Villalar.
- Participante en la exposición fotográfica "Agua en Valladolid" conjuntamente con la exposición 'Agua', de la editorial Lunwerg patrocinados por el Ayuntamiento de Valladolid y Aquagest en Castilla y León.
- Colaborador en la publicación del libro "Un hombre llamado teatro" publicado en homenaje a Fernando Urdiales, director de Teatro Corsario.
- Realizador del logotipo de la Copa de Europa de Pruebas Combinadas de Atletismo, Valladolid 1995.
- Coordinación de la edición gráfica y autor de las fotografías del libro “La procesión permanente de Pasión: espiritualidad de la Pasión en las clausuras vallisoletanas”.
- Colaborador y partícipe del libro y de la posterior exposición “70 Autores de Castilla y León”.
- Colaborador en la muestra “16 fotógrafos, 4 poetas y un jardín” organizada por el Ayuntamiento de Valladolid.
- Colaborador y participante en la realización de los libros “El arte de informar: Castilla y León 2003, 2004, 2005, 2006”.
- Colaborador con las revistas taurinas Mundo Toro y Aplausos.
- Trabajos realizados para el Gabinete de Prensa de la Policía Municipal de Valladolid y su revista interna.
- Reportaje, en régimen de colaboración, con la revista “ATLETISMO ESPAÑOL”, publicación de la Real Federación Española de Atletismo.